# Glagahsari
Glagahsari is een bestuurslaag in het regentschap Tuban van de provincie Oost-Java, Indonesië. Glagahsari telt 2261 inwoners (volkstelling 2010).